# Ardex (Baustoffhersteller)

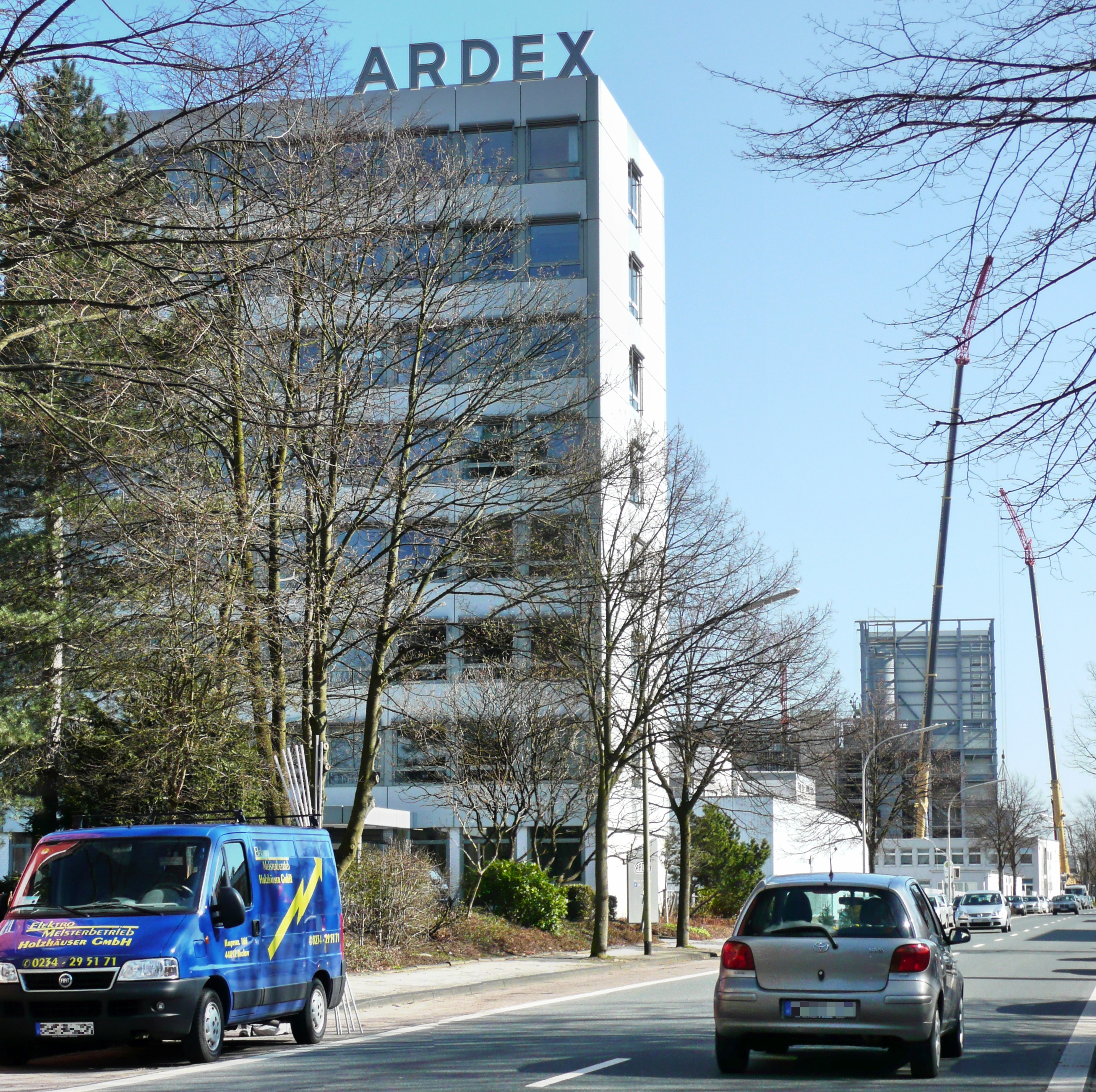
Hauptverwaltung, Witten

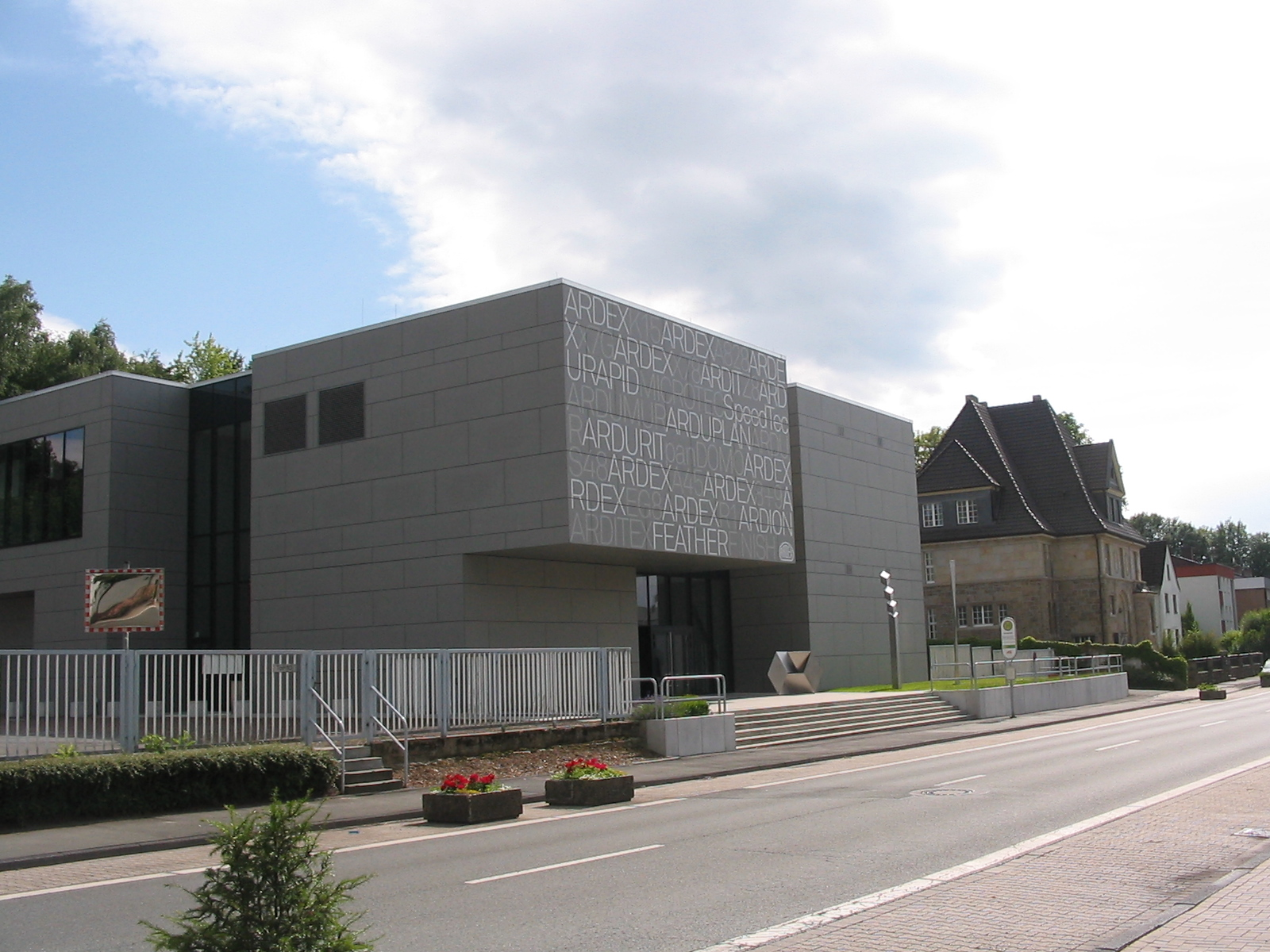
Informationszentrum, Witten

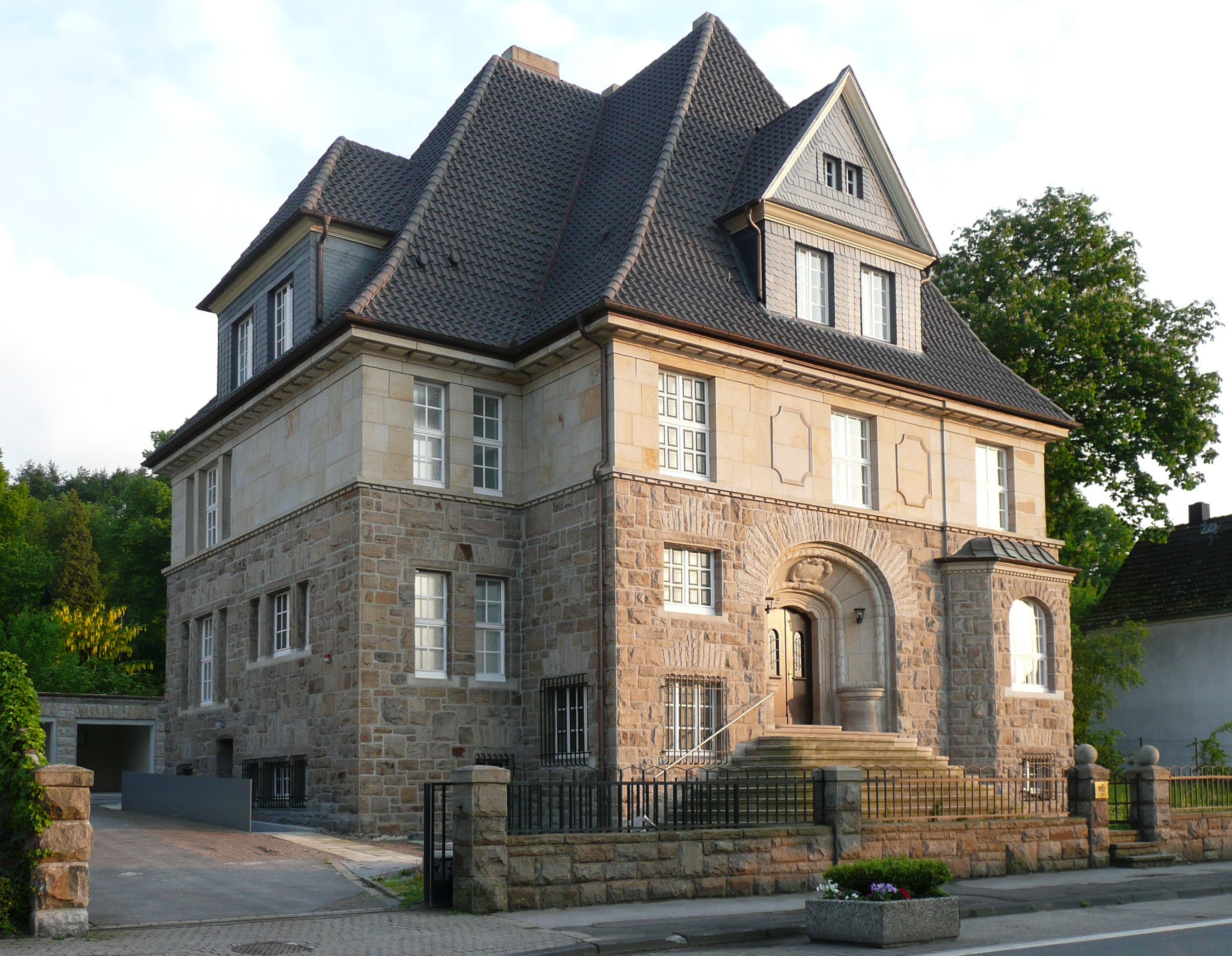
Gründervilla, Witten

Die Ardex GmbH (Eigenschreibweise ARDEX) ist ein in Familienbesitz befindlicher Baustoffhersteller mit Sitz in Witten. Das Unternehmen ist im Bereich der chemischen Spezialbaustoffe tätig und ist mit 67 Tochtergesellschaften und 4.000 Mitarbeitern in über 100 Ländern vertreten. Im Jahr 2023 wurde ein Umsatz von ca. 1.110 Mio.€ erwirtschaftet.

## Hintergrund
Das 1949 als NORWAG-Werke GmbH Chemische Fabrik, Witten, gegründete Unternehmen beschäftigte sich zunächst mit der Fabrikation von Metallbearbeitungs-Ölen, Fensterkitt und Wachsen. Anfang der 1950er Jahre erfolgte die Umfirmierung in Ardex Chemie. Die erfolgreiche Produkteinführung einer neu entwickelten Bodenspachtelmasse prägte die weitere Unternehmensentwicklung. Im Laufe der Jahre wurde das Angebot erweitert und umfasst bis dato vielfältige bauchemische Produkte wie unter anderem Rohbau- und Bitumenprodukte, Schnellzemente, Estriche, Untergrundvorbereitungen, Bodenspachtelmassen, Fliesenkleber, Fugenmörtel und Silicon-Dichtstoffe.
Im Jahr 2000 übernahm Ardex die amerikanische W. W. Henry Company und 2002 die britische Norcros-Gruppe und erschloss sich damit Märkte in Australien, China und den USA. Seit 2005 gehört das in Barsbüttel ansässige Unternehmen Lugato ebenfalls zur Ardex-Gruppe. 2012 erwarb Ardex eine Mehrheitsbeteiligung an QUICSEAL Construction Chemicals in Asien und 2014 die Gutjahr Systemtechnik. Seit 2015 ist das Unternehmen Wakol Teil der Ardex-Gruppe. Die größte Akquisition tätigte ARDEX im Jahr 2021 mit der wedi GmbH aus Emsdetten.

## Marken
Zu der Ardex-Gruppe gehören neben Ardex noch weitere Marken, die je nach Region und Kundensegment unterschiedlich ausgerichtet sind: Aba, Ardex, DTA, Endura, Bal, Cemix, Ceramfix, Dunlop Adhesives, Gutjahr, Henry, Loba, Lugato, Nexus, Pandomo, Knopp, Wakol, wedi, Quicseal und Seire.

### Lugato
Lugato vertreibt seine Produkte in erster Linie über Bau- und Heimwerkermärkte. Die Produktion sowie das Verwaltungs- und Servicecenter befinden sich in Barsbüttel (Schleswig-Holstein). Nachdem Lugato seit 1919 in Familienbesitz war, gehört das Unternehmen seit 2005 zu der Ardex-Gruppe.

### Gutjahr
Seit 2014 ist Ardex mehrheitlich an dem Unternehmen Gutjahr Systemtechnik beteiligt. Das Unternehmen mit Hauptsitz in Bickenbach (Bergstraße) entwickelt Komplettlösungen für die Entwässerung, Entlüftung und Entkopplung von Belägen auf Balkonen, Terrassen und Außentreppen ebenso wie im Innenbereich und an Fassaden, die in zahlreichen europäischen Ländern eingesetzt werden.

### Wakol
Wakol zählt seit dem Jahr 2015 zu der Ardex-Gruppe. Am Hauptsitz des Unternehmens in Pirmasens werden über 160 Mitarbeiter beschäftigt. Wakol entwickelt, produziert und vertreibt Klebstoffe.

### wedi
wedi ist seit 2021 ein Teil der Ardex-Gruppe. Über 500 Mitarbeiter arbeiten weltweit für den Bauplattenhersteller aus Emsdetten. wedi ist Marktführer für wasserdichte Dusch- und Bausysteme in Europa und Nordamerika. Das Unternehmen wurde 1983 mit der Entwicklung einer wasserdichten Bauplatte gegründet.